# 2954 Delsemme
2954 Delsemme (1982 BT1) là một tiểu hành tinh vành đai chính được phát hiện ngày 30 tháng 1 năm 1982 bởi Bowell, E. ở Flagstaff (AM).